# Attila Levin
Attila Levin (Stockholm, 1976. november 8. –) svéd ökölvívó.
Beceneve: Attila a hun. Jelenleg az Amerikai Egyesült Államokban, Miamiban él.

## Amatőr eredményei
- 1996-ban bronzérmes az Európa-bajnokságon szupernehézsúlyban. Az elődöntőben az ukrán Vlagyimir Klicskótól szenvedett vereséget.
- 1996-ban az olimpián már a negyeddöntőben vereséget szenvedett a későbbi bajnok Vlagyimir Klicskótól, így nem szerzett érmet.

## Profi karrier
1997-ben kezdte profi pályafutását, de kiemelkedő eredményeket nem ért el. 2005. február 12-én kikapott a későbbi WBA nehézsúlyú világbajnok orosz Nyikolaj Valujevtől. 37 mérkőzéséből 34-et nyert meg és hármat vesztett el.